# Aeroportul Huesca-Pirineos
Aeroportul Huesca-Pirineos (IATA: HSK, ICAO: LEHC) este un aeroport din Provincia Huesca, Aragon, Spania ce deservește zona Huesca. Aeroportul a fost tranzitat în 2022 de 324 de pasageri. A fost deschis în 2007 și numit după Munții Pirinei.
Situat la o altitudine de 539 m, aeroportul dispune de 2 piste. Este operat de ENAIRE⁠(d).

## Infrastructură

### Piste
Aeroportul dispune de 2 piste. Pista 12L/30R are suprafața de asfalt și dimensiunile 615 m × 12 m. Pista 12R/30L are suprafața de asfalt și dimensiunile 2.100 m × 45 m. 